# Seward-Halbinsel
Die Seward-Halbinsel (englisch Seward Peninsula) ist eine etwa 320 Kilometer lange und 145 bis 225 Kilometer breite Halbinsel an der Westküste Alaskas zwischen Kotzebue-Sund im Norden und Norton-Sund im Süden. Sie wurde nach William H. Seward benannt, dem Politiker, der den Kauf Alaskas von Russland ausgehandelt hatte.

## Geografie
Die Halbinsel trennt die Tschuktschensee im Norden und das Beringmeer im Süden. Die Westspitze der Halbinsel, das Cape Prince of Wales, liegt an der Beringstraße und ist nur rund 83 Kilometer Luftlinie vom asiatischen Festland entfernt. Sie ist der Punkt des amerikanischen Festlandes, der dem asiatischen am nächsten liegt.
Die nordwestliche Küste der Halbinsel ist geprägt von langen, teilweise unterbrochenen Nehrungen, die sich vom Cape Prince of Wales bis zum Cape Espenberg, der Nordspitze der Halbinsel, erstrecken. Im Landesinneren befinden sich mehrere Gebirgszüge vulkanischen Ursprungs, die zu den nördlichen Intermontane Plateaus gezählt werden. In den Devil Mountains im Norden liegen die größten Maare der Welt. Sie entstanden vor rund 21.000 Jahren durch unterirdische Dampfexplosionen. Im Süden liegen von Westen nach Osten die York Mountains, Kigluaik Mountains, Bendeleben Mountains und Darby Mountains. Die höchste Erhebung der Halbinsel ist der 1437 Meter hohe Mount Osborn in den Kigluaik Mountains.
Nördlich des Kuzitrin Lake befindet sich ein etwa 1000 bis 2000 Jahre alter erkalteter Lavastrom, der Lost Jim Lava Flow, der eine Fläche von 228 km² bedeckt. Auf der Halbinsel ist auch heute noch vulkanische Aktivität zu beobachten, hauptsächlich in Form heißer Quellen.
Die längsten Flüsse der Halbinsel sind der Koyuk River und der Kuzitrin River. Beide Flüsse entspringen in der Nähe des Kuzitrin Lake, der Koyuk River entwässert nach Südosten in die Norton Bay, der Kuzitrin River nach Westen in das Imuruk Basin. Weitere bedeutende Flüsse sind der Nome River und der Niukluk River im Süden der Halbinsel.
Im Norden der Halbinsel liegt das Bering Land Bridge National Preserve.

## Bevölkerung
Die Seward-Halbinsel ist sehr dünn besiedelt, die größten Siedlungen sind mit rund 3800 Einwohnern Nome sowie mit etwa 600 Einwohnern Shishmaref. Die Ureinwohner der Halbinsel sind die etwa 7500 Personen zählenden Inupiat.

## Geschichte
Während der letzten großen Eiszeit war die heutige Seward-Halbinsel Teil von Beringia, einer Landbrücke zwischen Sibirien und Alaska, über die die Vorfahren der amerikanischen Ureinwohner nach Amerika gelangten. 1898 wurde auf der Seward-Halbinsel, in der Nähe der Stadt Nome, Gold gefunden, was einen kurzzeitigen wirtschaftlichen Boom auslöste. Drei Eisenbahnen, die Seward Peninsular Railroad in Nome, die Golovin Bay Railway in der heute nicht mehr existierenden Goldgräbersiedlung Council und die Council City and Solomon River Railroad in Dickson wurden gebaut, jedoch schon nach wenigen Jahren wieder stillgelegt, da die Goldvorkommen weitgehend erschöpft waren. Die einzigen befestigten Straßen der Halbinsel wurden ebenfalls in den Goldjahren von Nome ausgebaut.